# 烈探
《烈探》是一部2022年上映的中国大陆动作警匪网络电影。本片由陈大利执导，邓力奇担任总监制及编剧，谷垣健治担任动作导演，由任贤齐、陈瑶、李子雄等主演。于2022年7月8日在优酷电影线上首映。

## 演員
| 演員                     | 角色   | 介紹                             |
| 任贤齐 (粵語配音:歐錦棠) | 张荼   | 东南亚华人干探，其子落入人贩之手 |
| 陈瑶                     | 钦貌苏 |                                  |
| 李子雄                   | 巴差   | 东南亚本地警官                   |
| 吳梓熙                   | 達拉   |                                  |

## 制作和发行
- 本片于2021年8月17日开机[5]，同年9月21日杀青[1][6]。
- 本片于2022年7月8日在优酷“超级首映”网络上映。[7]

## 外部連結
- 豆瓣电影上《烈探》的資料 （简体中文）